# Inermestoloides praeapicealba
Inermestoloides praeapicealba är en skalbaggsart som beskrevs av Stefan von Breuning 1966. Inermestoloides praeapicealba ingår i släktet Inermestoloides och familjen långhorningar. Inga underarter finns listade i Catalogue of Life.